# Ammoconia aholai
Ammoconia aholai là một loài bướm đêm trong họ Noctuidae.